# Dexia violovitshi
Dexia violovitshi är en tvåvingeart som beskrevs av Kolomiets 1968. Dexia violovitshi ingår i släktet Dexia och familjen parasitflugor. Inga underarter finns listade i Catalogue of Life.